# Parapylochelidae
Parapylochelidae é uma família de caranguejos-eremita descrita em 2012, da qual apenas se conhecem dois géneros.

## Géneros
A família Parapylochelidae contém os seguintes géneros e espécies:  
- Mesoparapylocheles, um género de caranguejos-eremita que apenas contém uma espécie conhecida:
  - Mesoparapylocheles michaeljacksoni
- Parapylocheles, um género do qual apenas se conhecem duas espécies. Antes de 2012, este género animal estava incluído na família Pylochelidae.
  - Parapylocheles scorpio
  - Parapylocheles glasselli